# 国鉄ミ1形貨車
国鉄ミ1形貨車（こくてつミ1がたかしゃ）は、かつて日本国有鉄道（国鉄）およびその前身である鉄道省等に在籍した水運車（水槽車）である。

## 概要
1905年（明治38年）に神戸工場にて北海道鉄道部向けに8 t 積み水運車5両が製作された。当時形式名は存在せず1号 - 5号という呼称であった。1911年（明治44年）1月の車両称号規程制定に際して形式名ミ72形（ミ72 - ミ76）が付与されたが、1928年（昭和3年）5月の車両称号規程改正ではミ1形（ミ1 - ミ5）に変更された。円筒形タンク体を有する二軸車である。
塗色は、黒であり、寸法関係は全長は6,338 mm、全幅は2,235 mm、全高は2,988 mm、軸距は3,049 mm、自重は7.0 t - 7.3 t、最高運転速度は65 km/hであった。
1953年（昭和28年）10月6日に最後まで在籍したミ1が廃車となり同時に形式消滅となった。車齢の高い車両ではあるが戦後行われた形式廃車には一度も該当せずに運用を終了した。